# Parafia Matki Bożej Królowej Polski w Nowym Skoszynie
Parafia Matki Bożej Królowej Polski w Nowym Skoszynie – parafia rzymskokatolicka, znajdująca się w diecezji sandomierskiej, w dekanacie Kunów.